# Kaljazinský rajón
Kaljazinský rajón (rusky Калязинский район) je jedním z rajónů Tverské oblasti v Rusku. Jeho administrativním centrem je město Kaljazin. V roce 2010 zde žilo 21 446 obyvatel.

## Geografie
Rajón leží na jihovýchodě Tverské oblasti a jeho rozloha je 1671 km². Protéká tudy řeka Volha (přes Ugličskou přehradu). Skládá se z 5 samosprávných obecních obvodů, z toho je jeden městský a 4 vesnické.
Sousední rajóny:
- sever – Kašinský rajón
- severovýchod – Ugličský rajón (Jaroslavská oblast)
- jihovýchod – Pereslavský rajón (Jaroslavská oblast)
- jih – Sergijevo-Posadský rajón (Moskevská oblast)
- jihozápad – Taldomský rajón (Moskevská oblast)
- západ – Kimrský rajón